# Xavier Buisseret
Xavier E. Buisseret (Eernegem, 5 januari 1941 - Eksaarde, 22 juni 2020), was een Belgisch politicus.

## Levensloop
Buisseret volgde lager onderwijs en werkte even als taxichauffeur. 
Op zeventienjarige leeftijd werd hij lid van de Vlaams-Nationale Orde en in 1960 werd hij actief in de extreemrechtse VMO. Buisseret behoorde tot de groep VMO'ers die in 1973 het lijk van Cyriel Verschaeve roofden in de zogenaamde Operatie Brevier. Van 1974 tot zijn vertrek in 1977 leidde hij de VMO. Tussen 1971 en 1979 was hij jeugdleider op de Voerkampen van de Vriendenkring Voerstreek-Limburg-Overmaas.
Van 1977 tot 1980 gaf Buisseret samen met Siegfried Verbeke en Roeland Raes het maandblad Haro uit. Haro publiceerde en verspreidde negationistische en nazistische propaganda. Buisseret riep erin op tot geweld tegen Franstaligen.
In oktober 1977 was Buisseret stichtend lid van de Vlaams Nationale Partij. Hij was er bestuurslid en propagandaleider. In 1981 richtte hij voor het Vlaams Blok de Antwerpse militantengroep Jongeren-Aktief op en schreef hij voor het partijblad. Van 1989 tot 1994 was hij lid van Vlaams Blok-bestuur van het arrondissement Antwerpen. Tot eind 1995 was hij propagandaleider van het Vlaams Blok.
Van 1991 tot 1997 zetelde hij in de Kamer van volksvertegenwoordigers voor de partij in het arrondissement Antwerpen. Van 1992 tot 1995 zetelde hij daarnaast in de Vlaamse Raad.
In 1997 werd Buisseret veroordeeld voor handtastelijkheden. Het hof achtte bewezen dat de ex-volksvertegenwoordiger zich vrijpostig had gedragen tegenover twee minderjarigen. Hij kreeg een voorwaardelijke celstraf en verloor voor 5 jaar zijn burgerrechten. In het parlement werd hij opgevolgd door Luc Sevenhans.  
In 2008 werd Buisseret opnieuw politiek actief. Voor Vlaams Belang zetelde hij in de milieuadviesraad in Wachtebeke. Hij behield dit mandaat tot 2012.